# Els creients
Els creients (títol original: The Believers) és una pel·lícula estatunidenca dirigida per John Schlesinger a partir de la novel·la La Religió de Nicholas Conde i estrenada l'any 1987, amb Martin Sheen i Robert Loggia entre d'altres. Ha estat doblada al català.

## Argument
Després de la mort accidental de la seva dona després d'electrocutar-se, Cal Jamison, un psiquiatre de la policia, s'instal·la a Nova York amb el seu fill Chris. Però un dia, la policia el truca amb la finalitat d'investigar sobre certs homicidis particularment horribles: les víctimes són esventrades i trossejades segons un ritual d'Amèrica Central que té per nom la santeria.

## Repartiment
- Martin Sheen: Cal Jamison
- Robert Loggia: Lt Sean McTaggert
- Helen Shaver: Jessica Halliday
- Richard Masur: Marty Wertheimer
- Harris Yulin: Robert Calder
- Harley Cross: Chris Jamison
- Jimmy Smits: Tom Lopez
- Malick Bowens: Palo
- Lee Richardson: Dennis Maslow
- Carla Pinza: Carmen Ruiz
- Raúl Dávila: Oscar Sezine
- Janet-Laine Green: Lisa Jamison
- Larry Ramos: Diner Counterman
- Philip Corey: Ajudant de Calder

## Al voltant de la pel·lícula
- La pel·lícula, ben acollida pels crítics, comença amb ritus religiosos en relació amb la Santeria, religió procedent del Carib que té nombrosos adeptes sobretot als Estats Units i al Carib però també en alguns països d'Amèrica del Sud. En la història de la pel·lícula, la secta utilitza la Santeria, que procura poder i potència a tots el que accepten una de les coses pitjors, la de sacrificar el seu nen.
- La història barreja nombrosos temes negres en relació amb la bruixeria (que també s'anomena en la pel·lícula brujeria, en espanyol), el Vudú i l'exorcisme.
- Aquesta història es var inspirar també en fets reals coneguts per assassins en sèrie de l'època, com Adolfo Constanzo i Sara Aldrete, que van estar implicats en alguns negocis relacionats amb la Santeria.